# Got My Mojo Working
Got My Mojo Working est une chanson rendue célèbre par le chanteur de blues américain Muddy Waters.
La chanson a été écrite et composée par Preston Foster, un musicien de blues peu connu, et initialement enregistrée en 1956 par la chanteuse de gospel américaine Ann Cole sur le label new-yorkais Baton spécialisé dans le rhythm and blues dirigé par Sol Rabinowitz.
Les paroles de Foster décrivent plusieurs amulettes ou talismans, appelés Mojo, qui sont associés au Hoodoo, une ancienne croyance afro-américaine.
Muddy Waters, qui était en tournée avec la chanteuse, a entendu la chanson, l'a prise (voir Ann Cole pour une version de l'histoire)  et l'a enregistrée, en y ajoutant quelques paroles supplémentaires. 
La référence au Mojo était déjà apparu dans deux autres chansons de Muddy : "Louisiana Blues" en 1950, et "Hoochie Coochie Man" écrite par Willie Dixon qu'il popularisa en 1954.
Le single  original de Muddy Waters, publié sur le label Chess Records en 1957, fut inscrit au Grammy Hall of Fame en 1999.
A la différence de la version de Ann Cole, plus dans le style doo-woop, la chanson possède un  rythme plus vigoureux chez Muddy.
La chanson Got My Mojo Working est intronisée au Blues Hall of Fame de la Blues Foundation en 1983 dans la catégorie « Enregistrement classique de Blues — Single ou Album ». Elle est classée à la 368e place sur la liste des « 500 plus grandes chansons de tous les temps » selon le magazine musical Rolling Stone. Elle fut aussi incluse dans la sélection des « 500 chansons qui ont façonné le rock 'n' roll  » (500 Songs that Shaped Rock and Roll) du Rock and Roll Hall of Fame.
Ce standard du blues a été repris par de nombreux artistes, parmi lesquels Louis Jordan, Alexis Korner, Manfred Mann, Canned Heat, Elvis Presley, J.J. Cale, B.B. King, Buddy Guy, Carl Perkins, Ike and Tina Turner, Otis Rush, Etta James, etc.
Got my mojo working est aussi le titre d'un album de Jimmy Smith publié en 1966. Une compilation de titres de Ann Cole est également sortie sous ce nom. 

## Liensexternes
- got-my-mojo-working-lyrics depuis le site songlyrics
- Muddy Waters – Got My Mojo Working sur Songfacts